# Pel·la (Macedònia)
Pel·la (llatí: Pella, en grec antic: Πέλλα) era la capital del Regne de Macedònia.
Al temps de les guerres mèdiques, Pel·la era una ciutat petita que Heròdot anomena πολίχνιον (políkhnion, diminutiu de polis 'ciutat') i pertanyia als botieus. Amintes IV de Macedònia la va dominar temporalment, però la va haver d'evacuar; després va caure en mans del seu fill i successor, Filip II de Macedònia, que la va convertir en una ciutat important i hi va establir la residència reial. Alexandre el Gran hi va néixer. Segons el Periple de Pseudo-Escílax, es podia navegar des del mar remuntant el riu Lidies fins a arribar a la ciutat, tot i que hi havia una distància de 120 estadis i es passava per una zona pantanosa.
Titus Livi va descriure la ciutat, segurament a partir d'unes indicacions de Polibi, i diu que Pel·la s'alçava sobre una planúria inclinada en direcció sud-oest, rodejada de pantans que són intransitables tant a l'estiu com a l'hivern. La ciutadella estava situada en una illa molt propera a la ciutat construïda sobre un immens terraplè que no s'havia inundat mai. Un pont l'unia a Pel·la, molt fàcil de defensar. Allà s'hi guardava el tresor reial.
A la mort d'Alexandre, va ser la residència del regent Antípatre; després, Cassandre hi va residir molt poc temps, car preferí Tessalònica i, més tard, Cassandrea. D'Antígon II Gònates (277 aC-239 aC) fins a Perseu de Macedònia (179 aC-168 aC) va tenir el rang de capital del país.
Emili Paule la va rendir l'any 168 aC i es va convertir, segons Estrabó, en una estació de la via Egnàcia i en colònia romana. Dió Crisòstom diu que en el seu temps la ciutat estava en ruïnes, però sembla que exagerava, ja que s'han trobat monedes del lloc fins a temps molt posteriors a la seva època. Al segle vi, encara existia i el geògraf Hièrocles l'esmenta.
La ciutat va desaparèixer, però a poca distància del poble anomenat Neokhori hi havia una font que els búlgars anomenen Pel, i els grecs Πέλλε, que recorden o mantenen el nom de l'antiga ciutat. A tocar de les restes de Pel·la hi ha una vila que era anomenada Agi Apóstoli (Άγιοι Απόστολοι 'Sants Apòstols') i que el 1923 fou reanomenada de nou Pel·la.